# موريلو بيكر
موريلو بيكر (بالبرتغالية: Murilo Becker) مواليد 14 يوليو 1983، هو لاعب كرة سلة برازيلي بدأ مسيرته الاحترافية في سنة 2001 يلعب في الدوري البرازيلي لكرة السلة ويحمل الرقم 21. يبلغ طوله 6 قدم 10 بوصة (2.1 م).

## فرق لعب لها
- فرانكا لكرة السلة
- مكابي تل أبيب لكرة السلة

## الميداليات
| الميدالية | المسابقة                             |
| --------- | ------------------------------------ |
| ذهبية     | بطولة أمم الأمريكتين لكرة السلة 2005 |

## روابط خارجية
- موريلو بيكر على موقع الاتحاد الدولي لكرة السلة (الإنجليزية)
- موريلو بيكر على موقع كرة السلة الأوروبية.كوم (الإنجليزية)
- موريلو بيكر على موقع ريلجم (الإنجليزية)
- موريلو بيكر على موقع بروبوليرز (الإنجليزية)
- موريلو بيكر على موقع سبورتس رفرنس (الإنجليزية)